# Resistiré (reality show)
Resistiré (estilizado como RE$I$TIRÉ) é um reality show chileno co-produzido e transmitido pela Mega, Azteca 7, MTV América Latina, MTV Espanha e MTV Portugal.
24 participantes (famosos e desconhecidos) entraram inicialmente na produção, ficando isolados no meio da Cordilheira dos Andes, e depois mudaram-se para um local na Calera de Tango, no sul de Santiago do Chile.
A premissa do concurso é reunir um grupo de pessoas, que terão que sobreviver a situações extremas e superar as possíveis tentações que isso implica, para ganhar o prêmio milionário final. Além disso, os participantes irão competir todas as semanas para não serem eliminados.
Os participantes entraram no concurso em 26 de fevereiro de 2019 e o programa estreou quase quatro semanas depois, em 17 de março de 2019. Os participantes devem competir em desafios que testam suas próprias habilidades e compatibilidade como uma equipe.

## Produção
O programa estreou em 17 de março de 2019 pela Mega. O centro de operações do programa está a uma hora de Santiago e, como estratégia, Mega não revelou o lugar para manter o caráter de isolado.
A proposta é abertamente inspirada no formato original da MTV Stranded with a million dollars, mas com o selo dos reality shows locais: um grande número e diversidade de personagens, chilenos e estrangeiros, presos durante vários meses, e correndo o risco de acabar fora não porque não toleram as condições extremas como no show original, mas por causa das competições físicas tradicionais.
Em Resistiré, os 24 participantes serão abandonados em um abrigo - típico da Cordilheira dos Andes - no meio do nada, sem camas, banheiros internos, comida preparada ou água potável, mas com o meio milhão de dólares que corresponde ao prêmio final. Com esse dinheiro eles poderão comprar os itens que precisam para sobreviver, mas com um valor incomum, e em uma decisão que requer um acordo majoritário para se materializar. Sobrevivência, democracia e luta social: tudo em um.